# Groenrugtrogon
De groenrugtrogon (Trogon viridis) is een vogel uit de familie van de trogons.

## Uiterlijk
De groenrugtrogon is een redelijk grote trogon soort met een lengte van 29 centimeter en een gewicht van ongeveer 82 gram. Hoewel beide geslachten op elkaar lijken hebben ze zoals de meeste trogons een afwijkende verenkleden. De hoofd en de bovenkant van de borst van het mannetje zijn donkerblauw (in de schemering lijkt dit zwart). De rug is groen en gaat richting de romp over naar een groenblauwe kleur. De buik tot aan de staart is oranje van kleur. De vleugels zijn zwart met kleine witte streepjes. De onderkant van de staart is in het midden zwart met wit gekarteld. De ring rondom de ogen is lichtblauw van kleur. Bij het vrouwtje is het zwart meer grijs van kleur.

## Verspreiding en leefgebied
De vogel komt voor in het Amazonebekken en zuidoostelijk Brazilië. Tevens wordt de vogel aangetroffen op Trinidad.  

## Voedsel
Het voedsel bestaat voornamelijk uit kleine vruchten aangevuld met insecten en spinnen, vooral wanneer vruchten schaars zijn.

## Voortplanting
Het nest wordt gebouwd in een termieten nest of in een boomholte in een rottende boom. Het nest wordt gebouwd door het vrouwtje. Ze maakt een schuin omhoog lopende tunnel naar de uiteindelijke holte waar ze twee tot drie witte eieren legt. De broedperiode bedraagt zestien tot zeventien dagen. Na twee weken verlaten de jongen het nest.

## Geluid
De zang van de witstaarttrogon bestaat uit 15 tot 20 korte tonen.

## Status
De grootte van de populatie is niet gekwantificeerd maar de soort wordt omschreven als algemeen. Op de Rode lijst van de IUCN heeft deze soort de status niet bedreigd.

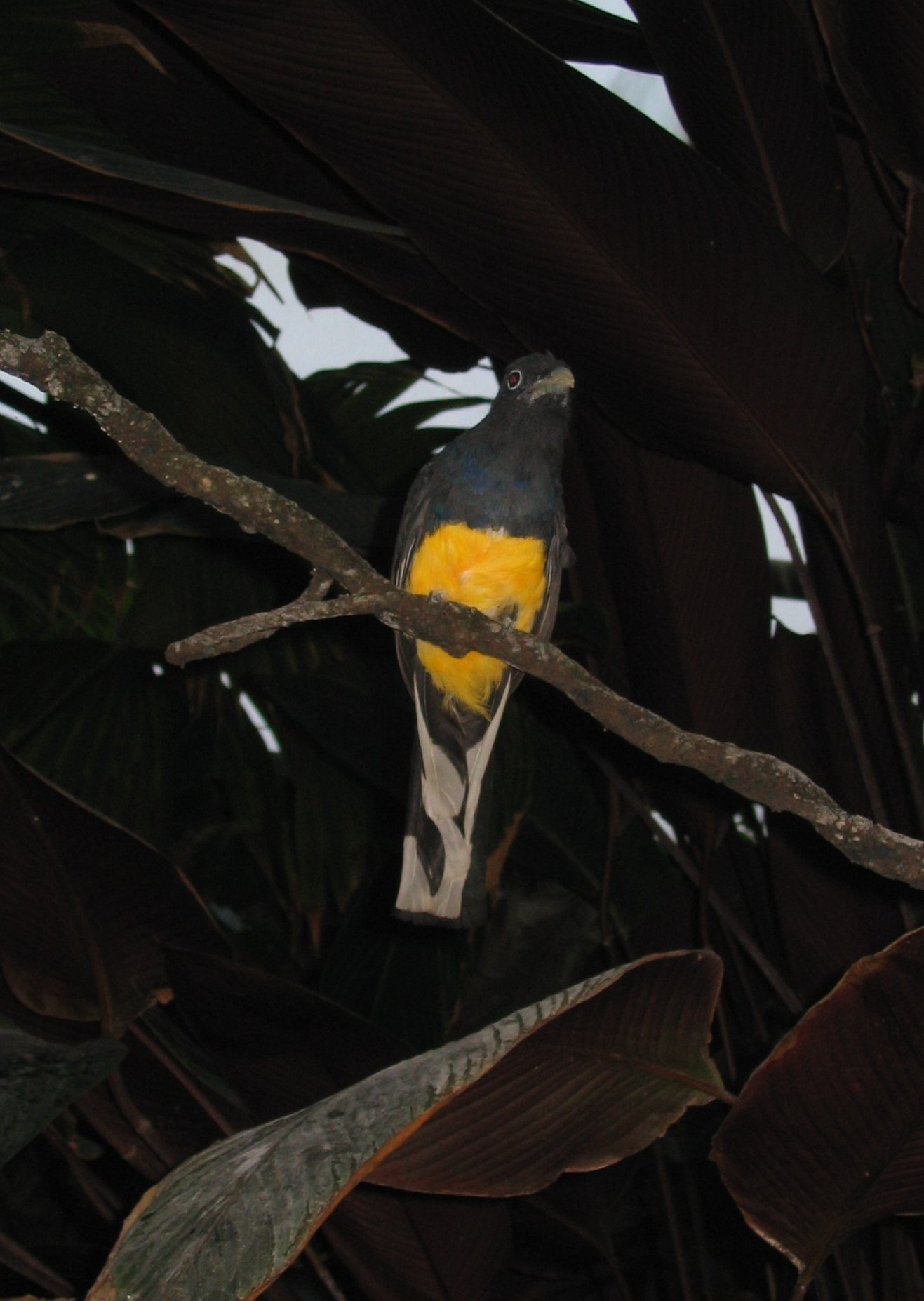
Mannetje